# بطولة بارايبانو 2013
بطولة بارايبانو 2013 هو موسم من بطولة بارايبانو ‏. أشرف على تنظيمه Federação Paraibana de Futebol ‏، وفاز فيه نادي بوتافغو لكرة القدم.